# 3471 Amelin
3471 Amelin è un asteroide della fascia principale del diametro medio di circa 29,6 km. Scoperto nel 1977, presenta un'orbita caratterizzata da un semiasse maggiore pari a 3,1910108 UA e da un'eccentricità di 0,0567641, inclinata di 15,38099° rispetto all'eclittica.